# Cryptotis goldmani
Cryptotis goldmani är en däggdjursart som först beskrevs av Clinton Hart Merriam 1895. Cryptotis goldmani ingår i släktet pygménäbbmöss och familjen näbbmöss. IUCN kategoriserar arten globalt som livskraftig.
Arten förekommer i bergstrakter i södra Mexiko. Den lever där i regioner som ligger 1550 till 3200 meter över havet. Cryptotis goldmani föredrar fuktiga skogar men hittas även i torra skogar. Den söker skydd i håligheter i det översta jordlagret eller i lövskiktet, ofta under träd som ligger på marken.
Arten blir med svans 9,2 till 11,3 cm lång, svanslängden är 2,6 till 3,6 cm och vikten varierar mellan 5 och 14 g. Djuret har 1,2 till 1,5 cm långa bakfötter. Liksom andra näbbmöss har Cryptotis goldmani en spetsig nos och små ögon. På ovansidan förekommer mörkbrun päls och undersidan är ljusare på grund av blonda till vita hårspetsar. Djuret kännetecknas av mörka tänder på grund av många pigment i tandemaljen. Arten skiljer sig även i avvikande detaljer av kraniets konstruktion från andra släktmedlemmar.
Cryptotis goldmani delar reviret med andra näbbmöss och olika små gnagare. Inget annat är känt angående levnadssättet.

## Underarter
Arten delas in i följande underarter:
- C. g. goldmani
- C. g. machetes